# 演芸
演芸（えんげい）は、観衆を前にして演じる芸能。大衆芸能とも呼ばれる。個々の演芸の起源は様々であるが、江戸時代中期に寄席と呼ばれる演芸のための常設の興行場が成立して以降、演芸は体系化されていった。

## 歴史
古くから（例：奈良時代の散楽）、後に「演芸」と呼ばれる演目と「伝統芸能」と見なされる演目の境目はあいまいであった。明治から大正期にかけても「演芸」という言葉には揺れが見られ、雑誌『演芸画報』や『新演芸』のように演芸を銘打ち、内容は演劇ということもあった。「演芸」という言葉がある程度定義づけられるのは、興行関係一切を取り締まっていた警察によってである。
一般的な傾向として、徐々に人気にかげりが見え、大衆芸能の座を離れると伝統芸能（義太夫、新内）、民俗芸能（八木節、河内音頭、安来節）と呼ばれるようになる。

## 種類
演芸の種類には以下のようなものがある。これらの中には伝統芸能とみなされているものも数多くある。それぞれ言葉が指す領域は重なる部分も多く、その点に注意が必要である。
- ヴォードヴィル
- 落語
- 講談
- 浪花節 - 浪曲
- 漫談
- 漫才
- 音曲
- 粋曲
- 俗曲
- コント
- ボーイズ
- 奇術　（手品）
- 曲芸 - 太神楽、ジャグリング
- 水芸
- 紙切り
- 声帯模写 - 声色、物真似
- 腹話術
- 女義太夫
- 女道楽
- 踊り（かっぽれなど） - 中には寄席の噺家の出演の時に踊るかそれの専門で踊る芸人もいる。
- 一人芝居
- マリオネット - 操り人形
- パントマイム
- レヴュー

## 演者について
演芸を演じる者の全般的呼称としては、演芸家または芸人がある。このうち、観客に笑いを起こす芸を専門に扱う芸人をお笑い芸人と言う場合があるが、この呼称は芸人当人による謙遜の意味合いや芸域を細かく限定しまいとする精神なども含まれていた。次第に、芸人に対して親しみの情を込める意味合いや、芸人かつテレビタレントであること、落語・漫才・漫談・コントのボーダーレス化の反映などを意味してお笑い芸人との呼び名が使われるようになる。
演芸の多くは師匠から弟子に芸を引き継いでいく形態を取り、その芸脈を保ってきたが、テレビ局や芸能事務所などの主催する演芸コンテストや、俳優・声優・歌手などの異業種から、師匠を持たずに演芸の世界に進出する者も数多く現れてきている。この現象は、演芸の新たな観客層の開拓にもなっているが、一方で伝統的な芸能の衰微を危惧する声もある。

## 演芸の行われる場所
江戸時代初期の演芸は屋外で行われた。江戸中期からは公許の演芸場でも行われるようになり、演芸の発信地として機能していった。また幕末から明治初期まで大都市の盛り場に存在したヒラキは、講談・浪曲を始めとした後の多くの演芸が寄席に進出する足がかりになる。
明治時代、日本でのレコード普及期から、演芸を吹き込んだものが発売されていた。浪花節は特にレコードの全国的普及に貢献するほど売れた。雲右衛門や奈良丸が全国的な人気を博したのは、レコードというメディアの登場が大きい。ラジオの登場で、浪花節、スタイルの確立して間もない漫才など、大衆が演芸を楽しむ場になっていった。第二次大戦後、ラジオやテレビなどのマスメディアによる演芸番組がもてはやされるようになっていった。また、専属の演芸家を抱える放送局が増えていった。と同時に、寄席などの演芸場は徐々に減少していった。
寄席の減少にはテレビの影響があったことは間違いないが、演芸家にとって収入を得る場と観客の質が変化しただけだという意見もある。またテレビは、演芸の持つ大衆性、即時性、即興性、演出手法などを取り入れつつ発達していった経緯もあり、演芸の概念がマスメディアに拡大されたという意見もある。その論拠としては、テレビのバラエティ番組、クイズ番組は観客をスタジオに招く形態のものがほとんどであり、観客の反応をも含めて放送することで、演芸の形態を保っているということ、そういった番組では出演者として実際に芸人を起用する場合が多いことなどが挙げられる。
とはいえ、観衆として演芸を楽しむ実演の場としては、寄席など、直にその芸に接することのできる場所に勝るものはない、と言う意見は根強く、また説得力も持っている。現代ではライブ感覚で演芸を行う場が新設されたり、演劇用の劇場やライブハウスなどで、演芸興行する事例（お笑いライブと呼ばれる）も増え、演芸の新しい潮流になっている。